# Паметник на приморците, паднали в Сръбско-българската война
Паметникът на приморците, паднали в Сръбско-българската война е войнишки паметник във Варна. Намира се между Археологическия музей и Община Варна.

## История
Паметникът е осветен на 25 септември 1894 г. Първоначално е поставен пред Катедралата. Средствата за паметника са събрани основно от офицерите, служещи в Приморския полк. Върху плочата на северната част на паметника е изписано: „И те паднаха за защита на отечеството, за увековечение тяхната памет от другарите им приморци. 1894 година“.
Поставени са 4 плочи, като на едната са изписани част от имената на убитите войници – 54 на брой. На западната страна в памет на командира на Трета приморска дружина, загинал през 1885 г. е изписано: „Капитан Златев (Иван Атанасов). Командващ 3-та дружина, убит на 12-ти ноември, в сражението при гр. Цариброд“. На фронталната част на паметника е монтиран шестоконечен кръст, а под него поставена плоча, гласяща следното: „Въздигнатъ въ паметъ на убитите чинове от 8-ий пеший приморский полкъ при участието му в сраженията противъ сърбите: 4-ий действующи дружини на 11-ий и 12-ий ноемврий 1885 година при превземането на гр. Царибродъ и на 14-ий и 15-ий ноемврий при превземанието на гр. Пиротъ, а запасната му дружина въ състава на Видинския отрядъ на 14-ий и 15-ий ноемврий при селата Арчаръ и Гайтанци“.
На откриването на паметника е отслужена панихида от митрополит Симеон. Присъства и княз Фердинад с майка си княгиня Клементина и съпругата му княгиня Мария-Луиза. Семейството на Фердинанд дарява 4000 лв. за дооформяне на паметника. Изградена е циментова площадка и са поставени снаряди калибър 28 в четирите ъгъла, оградени с верига, както и четири междинни снаряди калибър 20.